# Obserwatorium Karla Schwarzschilda

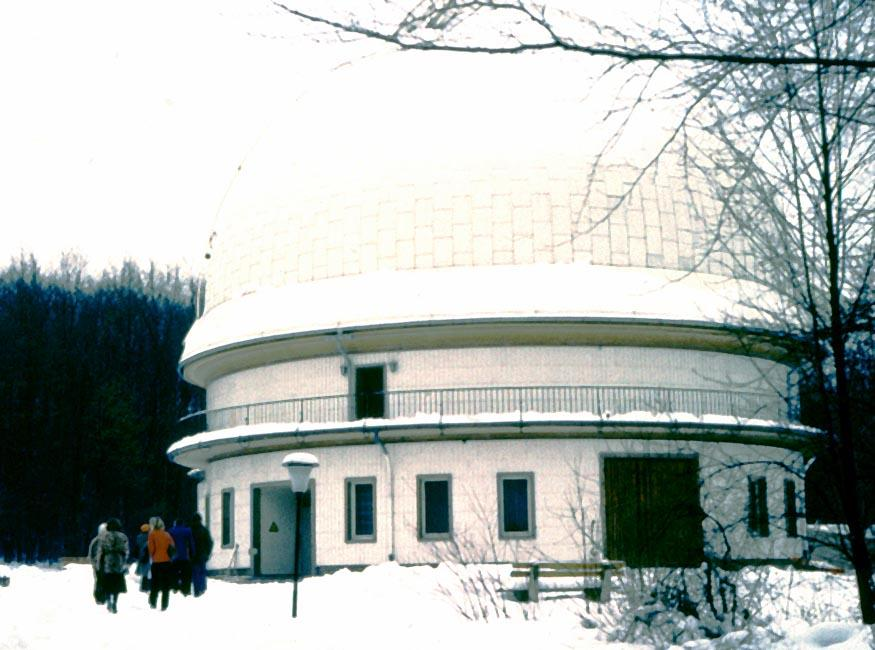
Obserwatorium Karla Schwarzschilda – budynek z kopułą Teleskopu Alfreda Jenscha

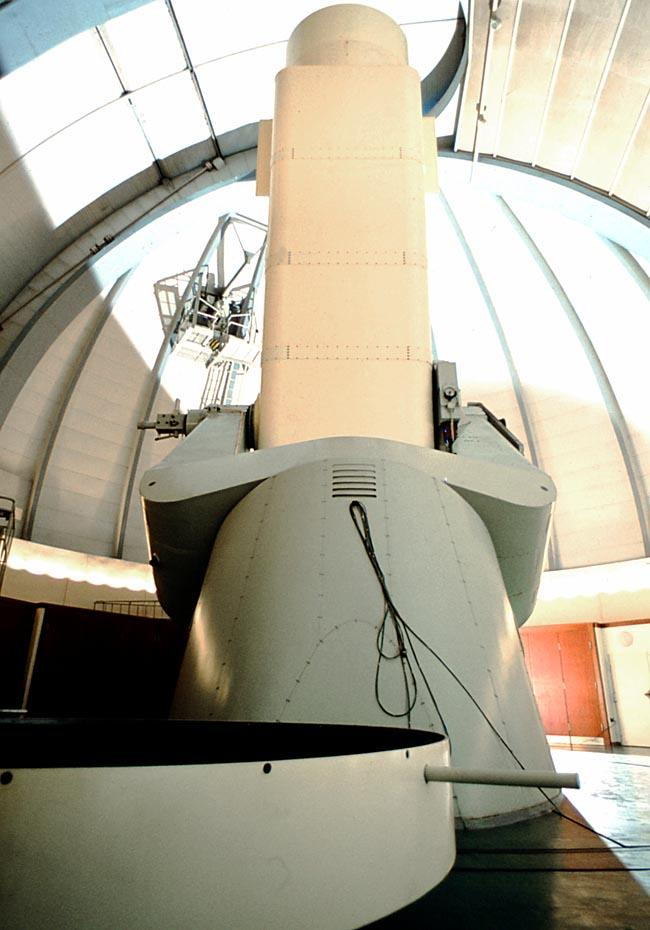
Teleskop Alfreda Jenscha

Obserwatorium Karla Schwarzschilda (niem. Karl-Schwarzschild-Observatorium) – niemieckie obserwatorium astronomiczne znajdujące się w Tautenburgu, około 10 km na północny wschód od Jeny. Obserwatorium powstało w 1960 roku na terenie ówczesnej NRD jako placówka dawnej Niemieckiej Akademii Nauk w Berlinie (Deutsche Akademie der Wissenschaften zu Berlin). Zostało nazwane na cześć słynnego niemieckiego astronoma i fizyka – Karla Schwarzschilda. W 1992 roku, po zjednoczeniu Niemiec, obserwatorium się przeorganizowało i od tamtej pory jego pełna nazwa to Thüringer Landessternwarte „Karl Schwarzschild” Tautenburg, co oznacza, że jest zarządzane przez kraj związkowy Turyngię.
Zgodnie z nomenklaturą Międzynarodowej Unii Astronomicznej Obserwatorium Karla Schwarzschilda otrzymało kod 033.
Głównym teleskopem w obserwatorium jest 2-metrowy Teleskop Alfreda Jenscha, wyprodukowany przez przedsiębiorstwo Carl Zeiss. Jest to największy w świecie teleskop typu Schmidta. Średnica zwierciadła głównego tego teleskopu wynosi 2,00 m, średnica płyty korekcyjnej 1,34 m, a ogniskowa 4,00 m. Jego maksymalne pole widzenia to 3,3° × 3,3°.
Oprócz tego w obserwatorium znajduje się mały 0,3-metrowy teleskop TEST (Tautenburg Exoplanet Search Telescope), służący do poszukiwania planet pozasłonecznych, oraz anteny interferometrycznego radioteleskopu LOFAR.
Obserwatorium jest udostępnione do zwiedzania wraz z przewodnikiem: dla grup zorganizowanych powyżej 8 osób – po wcześniejszym kontakcie telefonicznym, natomiast dla turystów indywidualnych – w pierwsze środy miesiąca.